# تريفور وارد
تريفور وارد (18 يناير 1968 في المملكة المتحدة - ) (بالإنجليزية: Trevor Ward)‏ هو لاعب كريكت بريطاني. لعب مع Kent County Cricket Club ‏ ونادي مقاطعة ليسترشاير للكريكت ‏.

## وصلات خارجية
- تريفور وارد على موقع إي آس بي آن كريك إنفو (الإنجليزية)